# Eyalat de Bòsnia
L'Eyalat de Bòsnia (en turc otomà: eyalet Bosna-i) va ser un eyalat i beglerbegi de l'Imperi otomà, basat principalment en el territori de la moderna Bòsnia i Hercegovina. Abans de la Gran Guerra Turca, també incloïa la majoria de les regions de Eslavònia, Lika i Dalmàcia, en l'actual Croàcia. La seva àrea reportada en el segle XIX era de 52 530 km². La seva existència va finalitzar el 1864, en què per l'aplicació del Tanzimat es va transformar en una nova unitat administrativa, el Valiat de Bòsnia.

## Història
Després de l'execució pels otomans de l'últim rei de Bòsnia, Esteve Tomašević, el 1463, i el seu oncle Radivoj. Bòsnia va caure oficialment el 1463 i es va convertir en la província més occidental de l'Imperi Otomà. la part central del Regne de Bòsnia es va transformar en el Sanjaq de Bòsnia. El Ducat d'Hercegovina va ser annexionat el 1483. L'Eyalat de Bòsnia va ser consolidat el 1520, com una escissió de l'Eyalat de Rumelia. Les guerres otomanes a Europa estaven en el seu màxim apogeu, i la província va aconseguir la seva màxima expansió territorial el 1683.

### Declivi
La Gran Guerra Turca, que va acabar amb derrota otomana el 1699, va donar lloc a una disminució significativa del territori del eyalat. Després del Tractat de Karlowitz la província es va reduir a quatre sanjaqs (tres d'ells amb la seva grandària també disminuïda) i dotze capitanies. Abans del Tractat de Passarowitz es van formar altres 28 capitanies militars, la majoria al llarg de la frontera amb ÀustroHongaresa, en l'anomenada Frontera Militar. El 1703 la seu del paixá es va traslladar des de Sarajevo a Travnik, en haver resultat molt danyada per la guerra; no es va traslladar de nou fins al 1850.

### Revolta bosniana
A principis del segle XIX Bòsnia era una de les províncies menys desenvolupades i amb més autonomia de l'Imperi otomà. El 1831, el kapudan bosnià Husein Gradaščević va ocupar Travnik, exigint autonomia i la fi de les reformes militars a Bòsnia. Aprofitant les rivalitats entre els beis i els kapudans, el Gran Visir va aconseguir enfrontar a les forces d'Hercegovina, dirigides per Ali-Paixà Rizvanbegović, a les de Gradaščević. La revolta va ser aixafada, i el 1833, es va crear el Eyalat d'Hercegovina, a partir de la part sud del Eyalat de Bòsnia, atorgant el seu govern a Rizvanbegović com recompensa per la seva contribució a l'aixafament de la revolta. Aquesta nova entitat només va durar uns pocs anys: després de la mort de Rizvanbegović, va ser reintegrada a la província de Bòsnia.
Després d'una reforma administrativa el 1864, el eyalat va ser reformat, transformant-se en el Valiat de Bòsnia.

## Governadors
- Sarı Süleyman Pasha
- Osman Gradaščević
- Hasan Predojević
- Husein Gradaščević
- Ali-paša Rizvanbegović
- Mehmed-beg Kulenović
- Ebubekir Pasha

## Divisions administratives
| Les divisions administratives del Eyalato de Bòsnia abans de 1699 van ser les següents: 1. Sanjacado de Bòsnia (Paşa Sancaığı, Sarajevo) 2. Sanjacado d'Hercegovina (Hersek Sancağı, Mostar) 3. Sanjacado de Zvornik (İzvornik Sancağı, Zvornik) 4. Sanjacado de Krka-Lika (Kırka Sancağı, Krka-Lika) 5. Sanjacado de Klis (Kilis Sancağı, Klis) 6. Pakrac-Cernica (Zaçesne Ocaklılığı, Cernik) 7. Sanjacado de Bihke (Bihke Sancağı, Bihać) | A principis del segle xix, Bòsnia estava composta de set sanjacados: 1. Sanjacado de Sarajevo 2. Sanjacado de Zvornik 3. Sanjacado de Travnik 4. Sanjacado de Bihać 5. Sanjacado de Novi Pazar 6. Sanjacado de Banja Luka 7. Sanjacado d'Hercegovina |

## Capitals
La capital de l'eyalat va ser traslladada diverses vegades, sent les següents ciutats les que van ostentar la seva seu:
- Travnik (1553; 1697–1833; 1839-1851)[8]
- Bania Luka (Banyaluka o Banaluka) (1553–1638)[9]
- Sarajevo (Saray Bosna) (1639–1697; 1833-1839; 1851-1878)[10][11][12]